# Народный врач СССР
Народный врач СССР — почётное звание, присваиваемое врачам врачебных участков, амбулаторий, поликлиник, родильных домов, больниц и других лечебно-профилактических и санитарно-профилактических учреждений здравоохранения, внёсшим большой вклад в развитие народного здравоохранения, проявившим особое профессиональное мастерство, высокие моральные качества и самоотверженность в своей профессиональной деятельности.
Присваивался Президиумом Верховного Совета СССР по представлению Министерства здравоохранения СССР. Лицам, удостоенным звания «Народный врач СССР», вручалась грамота Президиума Верховного Совета СССР и нагрудный знак установленного образца, носимый на правой стороне груди, над орденами СССР (при их наличии).

## Кавалеры
Первыми кавалерами почётного звания стали:
- Василенко Виктор Николаевич;
- Евстратова Людмила Васильевна;
- Ильин Виктор Михайлович;
- Мадиева Загипа Мадиевна;
- Багиров Мехти Аббас оглы;
- Михайлова Людмила Николаевна;
- Журавлёва Генриэтта Андреевна;
- Еликанида Егоровна Волосевич;

Последним кавалером стал 20 декабря 1991 года главный врач Ошской областной больницы Республики Кыргызстан Сергеев, Виталий Прокопьевич.

## История
- Установлено Указом Президиума Верховного Совета СССР от 25 октября 1977 года[2];
- Подтверждено Указом Президиума Верховного Совета СССР от 22 августа 1988 года;
- С распадом СССР прекратило своё существование. В России официально упразднено указом президента РФ от 30 декабря 1995 года[3].